# Jean Bourdichon
Jean Bourdichon (Tours, 1457 – 1521) è stato un pittore e miniatore francese.

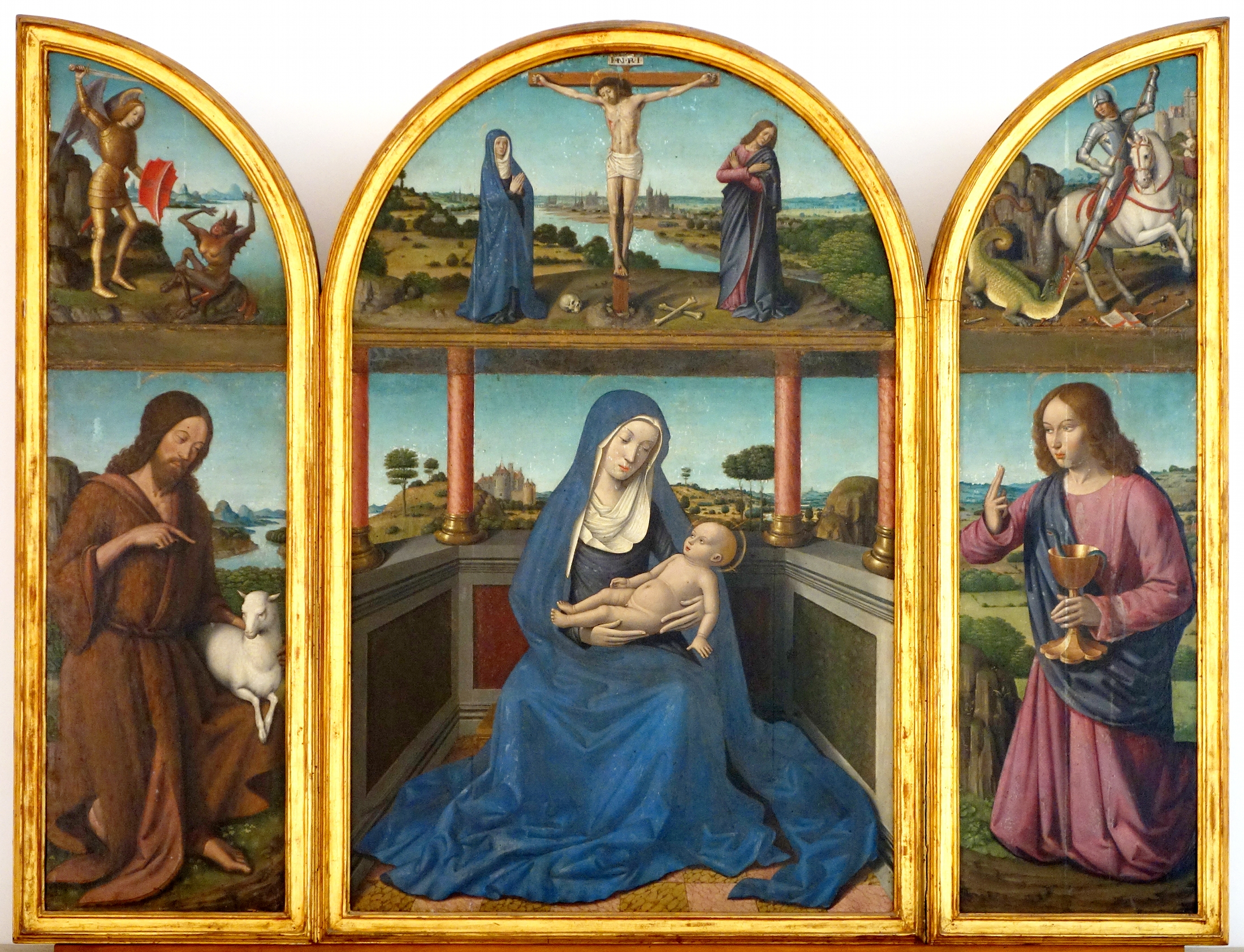
Vierge à l'enfant, saint Jean Baptiste et Jean l'évangéliste nella Certosa di San Martino, Napoli.

Fu autore del codice miniato Les Grandes Heures d'Anne de Bretagne (1508) per Anna di Bretagna; altre sue celebri opere furono l'Heures d'Aragon e l'Heures de Charles VIII.